# Premio de los Libreros de Noruega

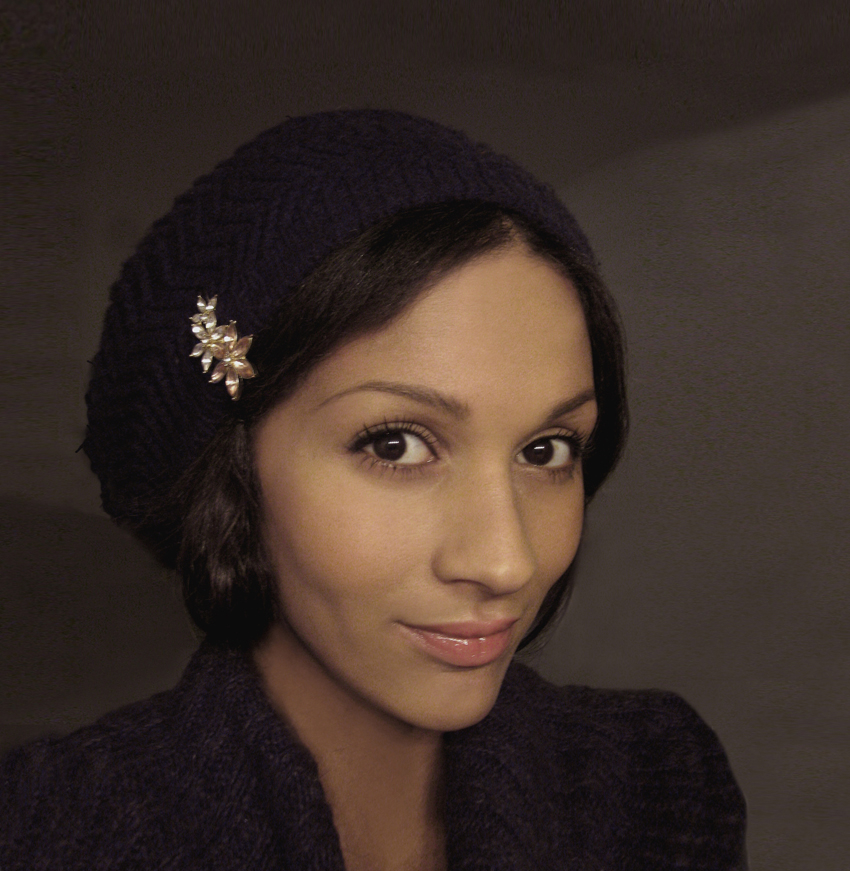
Lisa Aisato, ganadora de 2019.

El Premio de los Libreros de Noruega (Bokhandlerprisen) es un premio literario que otorga anualmente la Asociación de los Libreros de Noruega mediante la votación de los propios libreros.
El premio se otorga a un libro en la categoría de ficción y literatura en general, incluidos los libros para niños y jóvenes. El premio se otorgó por primera vez en 1948, pero no volvió a concederse hasta 1961 con una pausa entre 1970 a 1980. 

## Ganadores del premio
- 1948 – Sigurd Hoel
- 1961 – Kristian Kristiansen
- 1962 – Vera Henriksen
- 1963 – Terje Stigen
- 1964 – Elisabeth Dored
- 1965 – Johan Borgen
- 1966 – Ebba Haslund

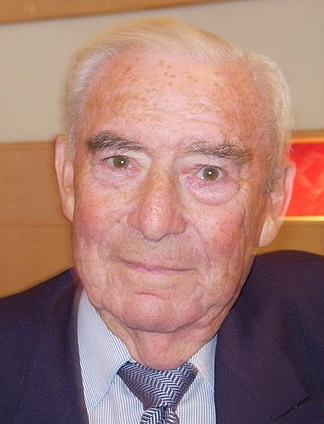
Jo Benkow, ganador de 1985

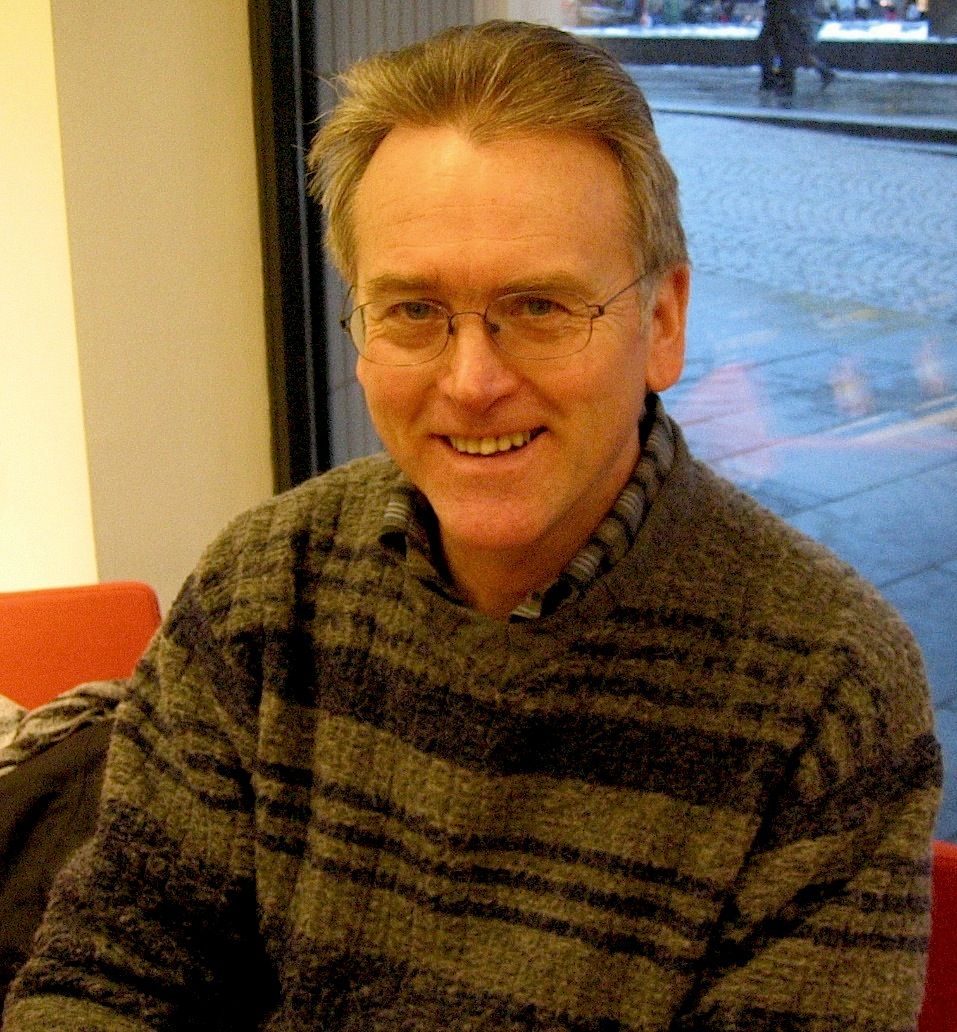
Gunnar Staalesen, ganador de 1989

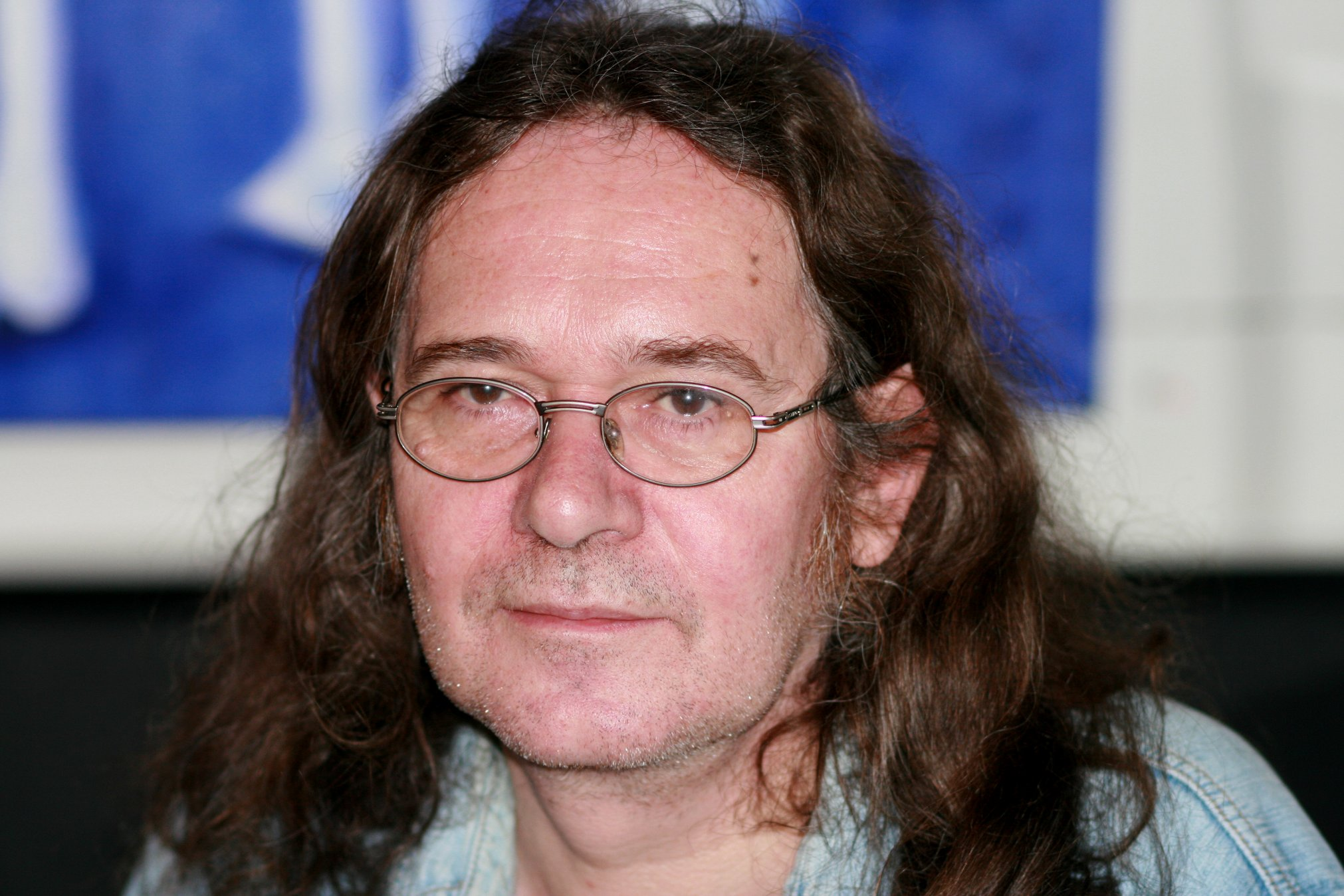
Ingvar Ambjørnsen, ganador de 1996

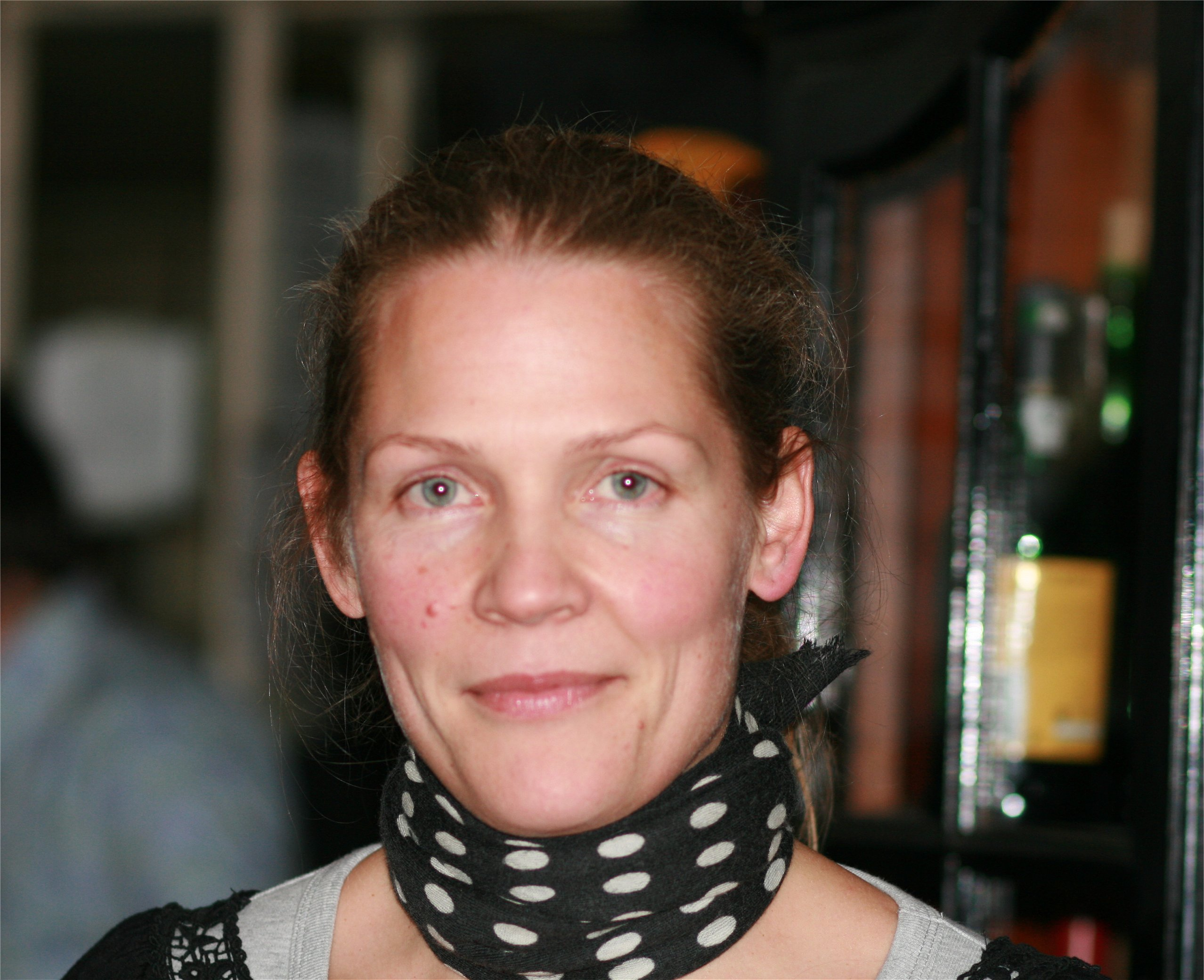
Åsne Seierstad, ganadora de 2002

- 1967 – Kristian Kristiansen y Tarjei Vesaas
- 1968 – Odd Eidem y Hans Heiberg
- 1969 – Finn Alnæs y Richard Herrmann
- 1981 – Leif B. Lillegaard
- 1982 – Anne Karin Elstad
- 1983 – Herbjørg Wassmo
- 1984 – Torill Thorstad Hauger
- 1985 – Jo Benkow
- 1986 – Anne-Cath. Vestly
- 1987 – Fredrik Skagen
- 1988 – Bjørg Vik
- 1989 – Gunnar Staalesen
- 1990 – Lars Saabye Christensen
- 1991 – Roy Jacobsen
- 1992 – Karsten Alnæs
- 1993 – Jostein Gaarder
- 1994 – Klaus Hagerup
- 1995 – Anne Holt
- 1996 – Ingvar Ambjørnsen
- 1997 – Karin Fossum
- 1998 – Erik Fosnes Hansen
- 1999 – Erlend Loe
- 2000 – Jo Nesbø
- 2001 – Lars Saabye Christensen
- 2002 – Åsne Seierstad
- 2003 – Per Petterson
- 2004 – Levi Henriksen
- 2005 – Anne B. Ragde
- 2006 – Erik Fosnes Hansen
- 2007 – Jo Nesbø
- 2008 – Tore Renberg
- 2009 – Roy Jacobsen
- 2010 – Jan-Erik Fjell
- 2011 – Jørn Lier Horst
- 2012 – Per Petterson
- 2013 – Cecilie Enger
- 2014 – Lars Mytting
- 2015 – Maja Lunde
- 2016 – Vigdis Hjorth
- 2017 – Helga Flatland
- 2018 – Simon Stranger
- 2019 – Lisa Aisato
- 2020 – Tore Renberg
- 2021 – Abid Raja
- 2022 – Zeshan Shakar
- 2023 – Oliver Lovrenski[2]